# Hyalopeplinus
Hyalopeplinus is een geslacht van wantsen uit de familie van de Miridae (Blindwantsen). Het geslacht werd voor het eerst wetenschappelijk beschreven door Carvalho & Gross in 1979.

## Soorten
Het genus bevat de volgende soorten:

- Hyalopeplinus antennalis (Distant, 1920)
- Hyalopeplinus cairnsensis Carvalho & Gross, 1979
- Hyalopeplinus cristovalensis Carvalho & Gross, 1979
- Hyalopeplinus fijiensis Carvalho & Gross, 1979
- Hyalopeplinus malayensis Carvalho & Gross, 1979
- Hyalopeplinus papuensis Carvalho & Gross, 1979
- Hyalopeplinus philippinensis Carvalho & Gross, 1979
- Hyalopeplinus samoanus (Knight, 1935)
- Hyalopeplinus solomonensis Carvalho & Gross, 1979